# Raparna confusa
Raparna confusa là một loài bướm đêm trong họ Noctuidae.